# Josef Kling
Josef Kling (Magúncia, 19 de març de 1811 – Londres, 1 de desembre de 1876), fou un jugador d'escacs alemany, especialment reconegut com a compositor d'estudis d'escacs.
|  |

## Biografia
Kling era originàriament músic d'església i professor de música. El 1834 s'instal·là a París, on es guanyà la vida jugant als escacs al café de la Régence. Posteriorment, el 1837 es va traslladar a Londres.
El 1836 publicà a la revista d'escacs Le Palamède una anàlisi que va esdevenir cèlebre: un final de torre i alfil contra torre. Howard Staunton la va reproduir el 1847 dins la seva obra Chess Player's Handbook. El 1849 Kling publicà sota el títol The Chess Euclid, una sèrie de 200 problemes d'escacs. El 1851, conjuntament amb Bernhard Horwitz, publicà Chess studies un llibre dedicat a Staunton que contenia sobretot estudis de finals. En un apartat d'aquest llibre, el baró Tassilo von Heydebrand und der Lasa explicava així la diferència entre un problema d'escacs i un estudi d'escacs: “els problemes són molt apreciats, però les posicions d'un estudi se'n distingeixen pel fet que són extremadament naturals, i hom les pot trobar fàcilment en partides reals. A més a més, al contrari que en un estudi, en un problema no es tracta sempre d'obtenir el mat en un nombre de moviments determinat, sinó que pot tractar-se només d'obtenir una posició favorable”.
Després de la mort de Kling, Horwitz va publicar el 1884, sota el títol de Chess Studies and End-Games, une reedició augmentada que ha establert les bases de la teoria moderna dels finals. Els dos autors són en qualsevol cas sovint considerats els fundadors de l'estudi d'escacs modern.
Entre 1851 i 1853, Kling i Horwitz varen col·laborar per fer aparèixer la revista The Chess Player dins la qual publicaren nous estudis. El dia 1 de juny de 1852, Kling va obrir a Londres, a New Oxford Street un cafè d'escacs, el Kling's Chess and Coffee Rooms, que va romandre obert fins al 1859 i que fou freqüentat, entre d'altres, pel capità William Davies Evans. Kling va estar implicat activament en activitats escaquístiques fins a la seva mort, i fou membre honorari del City of London Chess Club.
La base de dades de Harold van der Heijden conté prop de 450 estudis de Kling, compostos en gran part conjuntament amb Bernhard Horwitz.

## Un estudi de Josef Kling
|   | a                                                                                      | b                                                                                      | c                                                                                      | d                                                                                      | e                                                                                      | f                                                                                      | g                                                                                      | h                                                                                      |   |
| 8 | a8 blanques dama · f4 negres torre · e3 blanques rei · h2 negres torre · e1 negres rei | a8 blanques dama · f4 negres torre · e3 blanques rei · h2 negres torre · e1 negres rei | a8 blanques dama · f4 negres torre · e3 blanques rei · h2 negres torre · e1 negres rei | a8 blanques dama · f4 negres torre · e3 blanques rei · h2 negres torre · e1 negres rei | a8 blanques dama · f4 negres torre · e3 blanques rei · h2 negres torre · e1 negres rei | a8 blanques dama · f4 negres torre · e3 blanques rei · h2 negres torre · e1 negres rei | a8 blanques dama · f4 negres torre · e3 blanques rei · h2 negres torre · e1 negres rei | a8 blanques dama · f4 negres torre · e3 blanques rei · h2 negres torre · e1 negres rei | 8 |
| 7 | a8 blanques dama · f4 negres torre · e3 blanques rei · h2 negres torre · e1 negres rei | a8 blanques dama · f4 negres torre · e3 blanques rei · h2 negres torre · e1 negres rei | a8 blanques dama · f4 negres torre · e3 blanques rei · h2 negres torre · e1 negres rei | a8 blanques dama · f4 negres torre · e3 blanques rei · h2 negres torre · e1 negres rei | a8 blanques dama · f4 negres torre · e3 blanques rei · h2 negres torre · e1 negres rei | a8 blanques dama · f4 negres torre · e3 blanques rei · h2 negres torre · e1 negres rei | a8 blanques dama · f4 negres torre · e3 blanques rei · h2 negres torre · e1 negres rei | a8 blanques dama · f4 negres torre · e3 blanques rei · h2 negres torre · e1 negres rei | 7 |
| 6 | a8 blanques dama · f4 negres torre · e3 blanques rei · h2 negres torre · e1 negres rei | a8 blanques dama · f4 negres torre · e3 blanques rei · h2 negres torre · e1 negres rei | a8 blanques dama · f4 negres torre · e3 blanques rei · h2 negres torre · e1 negres rei | a8 blanques dama · f4 negres torre · e3 blanques rei · h2 negres torre · e1 negres rei | a8 blanques dama · f4 negres torre · e3 blanques rei · h2 negres torre · e1 negres rei | a8 blanques dama · f4 negres torre · e3 blanques rei · h2 negres torre · e1 negres rei | a8 blanques dama · f4 negres torre · e3 blanques rei · h2 negres torre · e1 negres rei | a8 blanques dama · f4 negres torre · e3 blanques rei · h2 negres torre · e1 negres rei | 6 |
| 5 | a8 blanques dama · f4 negres torre · e3 blanques rei · h2 negres torre · e1 negres rei | a8 blanques dama · f4 negres torre · e3 blanques rei · h2 negres torre · e1 negres rei | a8 blanques dama · f4 negres torre · e3 blanques rei · h2 negres torre · e1 negres rei | a8 blanques dama · f4 negres torre · e3 blanques rei · h2 negres torre · e1 negres rei | a8 blanques dama · f4 negres torre · e3 blanques rei · h2 negres torre · e1 negres rei | a8 blanques dama · f4 negres torre · e3 blanques rei · h2 negres torre · e1 negres rei | a8 blanques dama · f4 negres torre · e3 blanques rei · h2 negres torre · e1 negres rei | a8 blanques dama · f4 negres torre · e3 blanques rei · h2 negres torre · e1 negres rei | 5 |
| 4 | a8 blanques dama · f4 negres torre · e3 blanques rei · h2 negres torre · e1 negres rei | a8 blanques dama · f4 negres torre · e3 blanques rei · h2 negres torre · e1 negres rei | a8 blanques dama · f4 negres torre · e3 blanques rei · h2 negres torre · e1 negres rei | a8 blanques dama · f4 negres torre · e3 blanques rei · h2 negres torre · e1 negres rei | a8 blanques dama · f4 negres torre · e3 blanques rei · h2 negres torre · e1 negres rei | a8 blanques dama · f4 negres torre · e3 blanques rei · h2 negres torre · e1 negres rei | a8 blanques dama · f4 negres torre · e3 blanques rei · h2 negres torre · e1 negres rei | a8 blanques dama · f4 negres torre · e3 blanques rei · h2 negres torre · e1 negres rei | 4 |
| 3 | a8 blanques dama · f4 negres torre · e3 blanques rei · h2 negres torre · e1 negres rei | a8 blanques dama · f4 negres torre · e3 blanques rei · h2 negres torre · e1 negres rei | a8 blanques dama · f4 negres torre · e3 blanques rei · h2 negres torre · e1 negres rei | a8 blanques dama · f4 negres torre · e3 blanques rei · h2 negres torre · e1 negres rei | a8 blanques dama · f4 negres torre · e3 blanques rei · h2 negres torre · e1 negres rei | a8 blanques dama · f4 negres torre · e3 blanques rei · h2 negres torre · e1 negres rei | a8 blanques dama · f4 negres torre · e3 blanques rei · h2 negres torre · e1 negres rei | a8 blanques dama · f4 negres torre · e3 blanques rei · h2 negres torre · e1 negres rei | 3 |
| 2 | a8 blanques dama · f4 negres torre · e3 blanques rei · h2 negres torre · e1 negres rei | a8 blanques dama · f4 negres torre · e3 blanques rei · h2 negres torre · e1 negres rei | a8 blanques dama · f4 negres torre · e3 blanques rei · h2 negres torre · e1 negres rei | a8 blanques dama · f4 negres torre · e3 blanques rei · h2 negres torre · e1 negres rei | a8 blanques dama · f4 negres torre · e3 blanques rei · h2 negres torre · e1 negres rei | a8 blanques dama · f4 negres torre · e3 blanques rei · h2 negres torre · e1 negres rei | a8 blanques dama · f4 negres torre · e3 blanques rei · h2 negres torre · e1 negres rei | a8 blanques dama · f4 negres torre · e3 blanques rei · h2 negres torre · e1 negres rei | 2 |
| 1 | a8 blanques dama · f4 negres torre · e3 blanques rei · h2 negres torre · e1 negres rei | a8 blanques dama · f4 negres torre · e3 blanques rei · h2 negres torre · e1 negres rei | a8 blanques dama · f4 negres torre · e3 blanques rei · h2 negres torre · e1 negres rei | a8 blanques dama · f4 negres torre · e3 blanques rei · h2 negres torre · e1 negres rei | a8 blanques dama · f4 negres torre · e3 blanques rei · h2 negres torre · e1 negres rei | a8 blanques dama · f4 negres torre · e3 blanques rei · h2 negres torre · e1 negres rei | a8 blanques dama · f4 negres torre · e3 blanques rei · h2 negres torre · e1 negres rei | a8 blanques dama · f4 negres torre · e3 blanques rei · h2 negres torre · e1 negres rei | 1 |
|   | a                                                                                      | b                                                                                      | c                                                                                      | d                                                                                      | e                                                                                      | f                                                                                      | g                                                                                      | h                                                                                      |   |

- Solució :

1. ...Ta4 2. Dxa4 primera possibilitat
2. ...Th3+ 3. Re4
3. ...Th4 guanya
O bé:
2. Dc8 evita el mat a h3
2. ...Th3+ 3. Dxh3
3. ...Ta3 guanya